# 4927 O'Connell
4927 O'Connell è un asteroide della fascia principale. Scoperto nel 1982, presenta un'orbita caratterizzata da un semiasse maggiore pari a 2,8886186 UA e da un'eccentricità di 0,0844474, inclinata di 1,16439° rispetto all'eclittica.
È dedicato al politico irlandese del XIX secolo Daniel O'Connell, un attivista non violento per i diritti civili dei cattolici d'Irlanda.